# Campus de l'Illberg

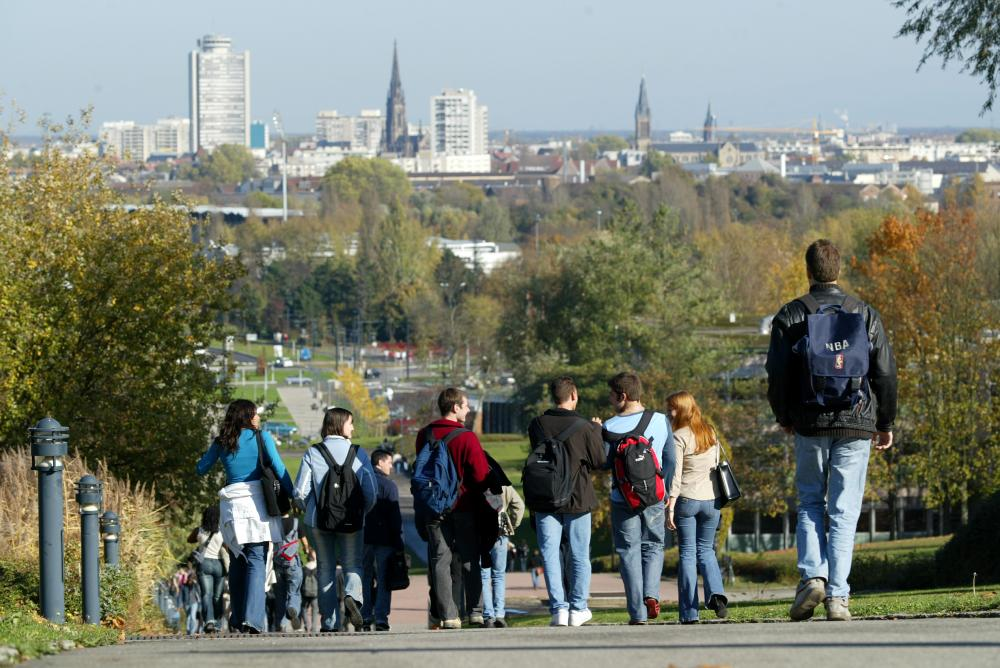
Le Campus Illberg, avec en arrière-plan le centre-ville de Mulhouse.

Le Campus de l'Illberg est le premier campus à avoir été créé à Mulhouse, situé dans le quartier du Haut-Poirier. Illberg signifie en alsacien « montagne de l'Ill », le campus étant en effet situé sur une colline qui est bordée par l'Ill. Il comporte une extension dans le quartier des Coteaux, appelée Campus des Collines, qui accueille l'institut universitaire de technologie de Mulhouse. 
Le campus de l'Illberg est, avec le Campus Collines et le Campus Fonderie, l'un des trois campus mulhousiens de l'Université de Haute-Alsace (UHA). C'est actuellement le plus peuplé des trois campus mulhousiens.
Il abrite plusieurs composantes de l'UHA :
- L'École Nationale Supérieure de Chimie de Mulhouse (ENSCMu)
- L'École Nationale Supérieure d'Ingénieurs Sud-Alsace (ENSISA)
- La Faculté des Lettres, Langues et Sciences Humaines (FLSH)
- La Faculté des Sciences et Techniques (FST)

On y trouve aussi les services suivants :
- Le Service Universitaire des Activités Physiques et Sportives (SUAPS) au Gymnase Universitaire
- La Maison de l'Étudiant, siège des services aux étudiants : Bureau de la Vie Étudiante (BVE), Service d'Information et d'Orientation (SIO), Service Universitaire de l'Action Culturelle (SUAC), CROUS, Scolarité, Médecine, Relations Internationales, mais aussi la Direction de la Recherche, LAMIE et les Écoles Doctorales.
- La Maison de l'Université, siège des services administratifs : Présidence, Direction des Ressources Humaines, Direction des Affaires Financières, Direction des Affaires Générales, Direction des Études et de la Vie Universitaire, Direction de la Gestion du Patrimoine Immobilier, Direction du Cabinet, Direction Générale des Services, etc.
- Le Restaurant Universitaire et le cybercafé du CROUS
- La Bibliothèque Universitaire (Service Commun de Documentation)
- Le service de Certifications et Langues par Apprentissage Multimédia (CLAM)
- Le Service d'Enseignement et de Recherche en Formation d'Adultes (SERFA)
- et d'autres services tels que la Direction du Numérique, hébergée par l'ENSISA, etc.

## Accès
Le Campus Illberg est desservie par le tramway de Mulhouse :
- ligne 2 - Station Université (au pied de la colline, proche de la Maison de l'Étudiant et du Gymnase Universitaire)
- ligne 2 - Station Illberg (à hauteur du restaurant universitaire)